# Odd Berg
Odd Berg (* 8. November 1923 in Trondheim; † 19. Mai 2021 ebenda) war ein norwegischer Radrennfahrer.
Odd Berg begann 1937 mit dem Radsport beim SK Trondheims-Ørn. 1949 wechselte er zum Trondhjems Skøiteklub. Er gehörte Anfang bis Mitte der 1950er Jahre zu den besten Radrennfahrern Norwegens auf Bahn und Straße; er errang insgesamt sieben nationale Titel. Allein 1951 wurde er in einem Jahr dreifacher norwegischer Meister, im Einzelzeitfahren und in der Einerverfolgung auf der Bahn sowie im Straßenrennen. 1952 startete er bei den Olympischen Sommerspielen in Helsinki. Im Straßenrennen wurde er 24. und in der Mannschaftswertung belegte er gemeinsam mit Erling Kristiansen und Lorang Christiansen den zehnten Platz. 1955 gewann er das Roserittet.